# Glinno (Łódź)
Glinno [pronunciación en polaco: /ˈɡlinnɔ/] es un pueblo ubicado en el distrito administrativo de Gmina Warta, dentro del Distrito de Sieradz, Voivodato de Łódź, en Polonia central. Se encuentra aproximadamente a 5 kilómetros al noreste de Warta, a 17 kilómetros al norte de Sieradz, y a 56 kilómetros al oeste de la capital regional Lodz.